# Georgios Kougioumtsidis
Georgios Kougioumtsidis (in greco Γιώργος Κουγιουμτσίδης?; 2001) è un lottatore greco, specializzato nella lotta libera. Agli europei di Budapest 2022 ha vinto la medaglia d'oro nel torneo dei -79 kg.

## Palmarès
| Anno | Manifestazione | Sede     | Evento | Risultato | Note |
| ---- | -------------- | -------- | ------ | --------- | ---- |
| 2021 | Europei U23    | Skopje   | 74 kg  | Argento   |      |
| 2021 | Mondiali       | Oslo     | 79 kg  | 7º        |      |
| 2022 | Europei U23    | Plovdiv  | 74 kg  | Oro       |      |
| 2022 | Europei        | Budapest | 79 kg  | Oro       |      |